# Санта-Инес (Мараньян)

Санта-Инес на карте штата.

Санта-Инес (порт. Santa Inês) — муниципалитет в Бразилии, входит в штат Мараньян. Составная часть мезорегиона Запад штата Мараньян. Входит в экономико-статистический микрорегион Пиндаре. Население составляет 77 282 человека на 2010 год. Занимает площадь 600,481 км². Плотность населения — 128,70 чел./км².

## Демография
Согласно сведениям, собранным в ходе переписи 2010 г. Национальным институтом географии и статистики (IBGE), население муниципалитета составляет:
| Полное население                               | Полное население                               | Полное население                               | Полное население                               | 77 282 |
| ---------------------------------------------- | ---------------------------------------------- | ---------------------------------------------- | ---------------------------------------------- | ------ |
| в том числе:                                   | Городское население                            | 73 197                                         | Процент городского населения, %                | 94,71  |
|                                                | Сельское население                             | 4 085                                          | Процент сельского населения, %                 | 5,29   |
|                                                | Мужское население                              | 36 887                                         | Процент мужского населения, %                  | 47,73  |
|                                                | Женское население                              | 40 395                                         | Процент женского населения, %                  | 52,27  |
| Плотность населения, чел/км²                   | Плотность населения, чел/км²                   | Плотность населения, чел/км²                   | Плотность населения, чел/км²                   | 128,70 |
| Население муниципалитета в % к населению штата | Население муниципалитета в % к населению штата | Население муниципалитета в % к населению штата | Население муниципалитета в % к населению штата | 1,18   |

По данным оценки 2016 года, население муниципалитета составляет 83 238 жителей.

## История
Город основан 14 марта 1967 года.

## Статистика
- Валовой внутренний продукт на 2003 год составляет 119 807 625,00 реалов (данные: Бразильский институт географии и статистики).
- Валовой внутренний продукт на душу населения на 2003 год составляет 1603,92 реала (данные: Бразильский институт географии и статистики).
- Индекс развития человеческого потенциала на 2000 год составляет 0,671 (данные: Программа развития ООН).

## География
Климат местности: тропический.